# СУ-76 (1934)
СУ-76 (КТ-27) — опытная советская САУ на базе танкетки Т-27, вооружённая 76,2-мм пушкой. Было построено три прототипа.

## История создания
Самоходная установка СУ-76 была разработана в 1932—1934 гг. в специальном конструкторском бюро завода “Красный Путиловец” под руководством И.А. Маханова для непосредственного сопровождения механизированной пехоты. В 1935 г. на заводе “Большевик” было изготовлено три опытных образца. Установка была создана путём размещения качающейся части 76,2-мм полковой пушки обр. 1927 г. на шасси танкетки Т-27. Она относилась к полуоткрытым самоходным установкам.
С целью уменьшения высоты линии огня изменили компоновку моторного отделения машины. В частности, перенесли топливный бак и радиатор системы охлаждения двигателя. Из-за недостатка объёма в САУ не удалось разместить необходимый боезапас из 50 снарядов, поэтому «боевая единица» состояла из пары машин — самоходной пушки и машины сопровождения с боекомплектом, походной укладкой и расчётом из пяти человек. Силовая установка, ходовая часть и электрооборудование машины были подобны базовой машине. Запас хода по шоссе должен был достигать 100 км.

## Испытания
Государственные испытания самоходной установки СУ-76 прошли на НИАПе согласно программе испытаний, утвержденной начальником НТО АУ. Целью испытаний являлось определение тактико-технических свойств установки и проверки целесообразности наложения на шасси танкетки Т-27 качающейся части полковой пушки обр. 1927 г.
На НИАПе испытывалась непосредственно самоходная установка, а машина сопровождения на испытания не подавалась. СУ-76 прибыла на НИАП 3 декабря 1934 г. Документы к самоходке поступили на полигон от военпреда при Кировском заводе 29 декабря того же года. 5 января 1935 г. были получены чертежи и описания.
СУ-76 была подвергнута испытаниям стрельбой и возкой. Перед проведением испытаний на корпус машины нанесли разметку для фиксации деформаций. По окончании испытаний никаких изменений в разметке не обнаружили. Вместе с тем, при первых же выстрелах пороховыми газами были сорваны фары. Всего же в ходе испытаний сделали 423 выстрела усиленным зарядом и 75 выстрелов — стандартным. Полученные в ходе испытаний повреждения качающейся части и осветительных приборов вынудили дважды отправлять СУ-76 на Кировский завод для ремонта, где заменили ствол, люльку и салазки. Самоходную установку предполагалось испытать пробегом на 300 км, но выполнить это не смогли из-за выявившихся тяжёлых условий работы водителя машины. При осмотре двигателя было обнаружено, что последний сильно разогрелся, вода в радиаторе кипела. Ввиду выявления такого существенного недостатка, затрудняющего боевое использование машины, дальнейшее испытание установки пробегом было прекращено.
Во время испытания системы пробегом было установлено, что при переходе с 3-й скорости на 4-ю мощности двигателя не хватает и последний затухает. По окончании испытаний были сделаны выводы о том, что вес установки не соответствовал мощности двигателя. Проходимость была удовлетворительной, машина преодолевала канавы шириной до 1 м и подъемы до 20°. Для разворота машины на мягком грунте требовалась площадка шириной 4—5 м, а на твёрдом грунте она могла разворачиваться на месте. Удобство обслуживания на огневой позиции было оценено положительно, а в походном положении вызвало нарекания из-за необеспечения механику-водителю нормальных условий работы из-за близкого расположения к двигателю и неудовлетворительного отвода тепла. Время перехода из походного положения в боевое на мягком грунте составляло 40 с, на мёрзлом грунте — 90 с. Для обратного перехода требовалось 30—40 с.
Скорострельность системы составляла 10 выстрелов в минуту — при стрельбе с исправлением наводки и 15 выстрелов в минуту — без исправления.
Устойчивость СУ-76 при стрельбе признали удовлетворительной, а меткость системы по щиту на дистанции 1000 м оказалась «значительно лучше, чем табличная меткость 76-мм штатной полковой пушки обр. 1927 г. на колёсном лафете».

## Оценка проекта
Испытания завершились 11 ноября 1936 г., с подведением итогов и выводом о том, что 76-мм полковая пушка обр. 1927 г. на шасси танкетки Т-27 не может быть допущена к войсковым испытаниям вследствие, главным образом, неудовлетворительных условий работы водителя и недостаточной мощности двигателя.